# Zonsverduistering van 19 juni 1936

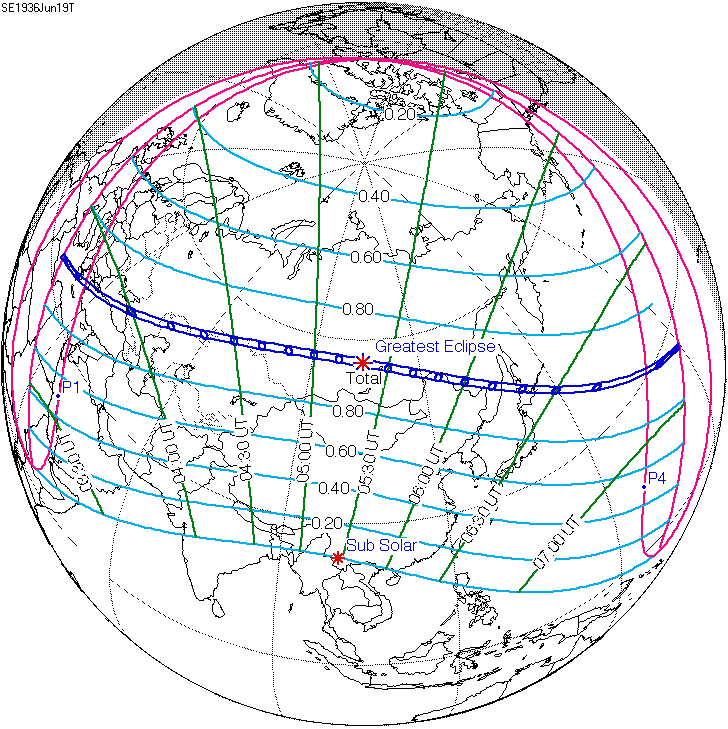
De zonsverduistering was te zien tussen de blauwe lijnen.

De totale zonsverduistering van 19 juni 1936 trok veel over land en was achtereenvolgens te zien in deze zes landen: Griekenland, Turkije, Rusland, Kazachstan, China en Japan.

## Lengte

### Maximum
Het punt met maximale totaliteit lag in Rusland tussen de plaatsen Naumova en Orlinga en duurde 2m31,4s.

### Limieten
| Fenomeen                    | Code | Tijdstip UTC  |
| --------------------------- | ---- | ------------- |
| Eerste contact bijschaduw   | P1   | 02:45:01.3 UT |
| Eerste contact kernschaduw  | U1   | 03:49:04.2 UT |
| Kernschaduw compleet vanaf  | U2   | 03:50:21.7 UT |
| Bijschaduw compleet vanaf   | P2   | Niet          |
| Maximum eclips              | GE   | 05:20:07.1 UT |
| Bijschaduw compleet t/m     | P3   | Niet          |
| Kernschaduw compleet t/m    | U3   | 06:49:58.6 UT |
| Laatste contact kernschaduw | U4   | 06:51:10.9 UT |
| Laatste contact bijschaduw  | P4   | 07:55:20.2 UT |